# Орден «Победа»
Орден «Победа» — высший военный орден СССР, учреждённый указом Президиума Верховного Совета СССР от 8 ноября 1943 года «Об учреждении ордена „Победа“» одновременно с солдатским орденом Славы. Указом Президиума Верховного Совета СССР от 18 августа 1944 года утверждены образец и описание ленты ордена «Победа», а также порядок ношения планки с лентой ордена. Всего было 20 награждений и семнадцать кавалеров (трое награждены дважды), один лишён награды (посмертно).

## История

### История создания
В 1943 году, после коренного перелома в ходе Великой Отечественной войны, у руководства страны возникла необходимость в учреждении высшего военного ордена, к которому можно было представлять особо отличившихся полководцев. Работу над эскизом этой награды поручили сразу нескольким художникам-медальерам.
Первоначально награде предполагалось дать название «За верность Родине».
Одним из первых, в июле 1943 года, представил на рассмотрение проект ордена офицер штаба управления тыла Советской Армии полковник Н. С. Неёлов. Однако этот проект не был одобрен, и работа над созданием эскиза награды была продолжена. Среди различных вариантов предпочтение было отдано эскизу главного художника технического комитета Главного интендантского управления тыла А. И. Кузнецова, уже являвшегося автором ордена Отечественной войны. Первый образец ордена был представлен И. В. Сталину 25 октября 1943 года. Проект ордена, представлявшего собой пятиконечную звезду с центральным круглым медальоном, на котором были размещены погрудные профильные барельефы Ленина и Сталина (как и в предшествующем проекте Неёлова) Верховным Главнокомандующим одобрен не был. Сталин высказал пожелание поместить в центре медальона изображение Спасской башни Кремля. 29 октября Кузнецов представил несколько новых эскизов, из которых Сталин выбрал один — с надписью «Победа». Кроме того, художнику было поручено несколько подкорректировать внешний вид ордена: укрупнить размеры Спасской башни и фрагмента Кремлёвской стены, фон сделать голубым, а также изменить размеры расходящихся лучей между вершинами красной звезды (так называемые штралы). 5 ноября был готов пробный экземпляр ордена, изготовленный из платины, бриллиантов и рубинов, который и был окончательно одобрен. Всего Кузнецовым было предложено более пятнадцати различных вариантов ордена.
Поскольку для изготовления ордена необходимы были драгоценные металлы (платина и золото), бриллианты и рубины, выполнение заказа на производство знаков ордена было поручено мастерам Московской ювелирно-часовой фабрики, что явилось уникальным случаем — «Победа» стал единственным из всех отечественных орденов, выполненным не на Монетном дворе. Предполагалось изготовить 30 знаков ордена. По расчётам специалистов, на каждый орден требовалось 180 (с учётом на порчу) бриллиантов, 50 алмазов огранки розой и 300 граммов платины. По распоряжению Совнаркома Главювелирторгу было отпущено 5400 бриллиантов, 1500 алмазов огранки розой и 9 килограммов чистой платины. В процессе изготовления ордена мастер высшей квалификации Московской ювелирно-часовой фабрики И. Ф. Казённов столкнулся со следующей проблемой: природные рубины имели различные оттенки красного и собрать из них даже один орден, выдержав цвет, не представлялось возможным. Тогда было принято решение использовать искусственные рубины, из которых можно было нарезать нужное количество заготовок одинаковой окраски.
Экспертиза поступивших в 2010 году в Музеи Московского Кремля экземпляров ордена «Победа» показала, что для изготовления орденов использовались в том числе бриллианты, извлечённые в предвоенное время из хранившихся в Гохране императорских орденов и других предметов, украшенных бриллиантами.
Всего было изготовлено 22 экземпляра ордена, из которых 2 экземпляра никому не вручались.

### Первые награждения 1944 года
Первое награждение состоялось 10 апреля 1944 года. Обладателем ордена № 1 стал командующий 1-м Украинским фронтом Маршал Советского Союза Г. К. Жуков. Орден № 2 получил начальник Генерального штаба Маршал Советского Союза А. М. Василевский.
Орденом «Победа» № 3 был награждён Верховный Главнокомандующий Маршал Советского Союза И. В. Сталин. Все они отмечены этой наградой за освобождение Правобережной Украины. Награждение произведено указом ПВС от 29 июля 1944 года.
В своей книге «Воспоминания и размышления» Г. К. Жуков написал об этом событии:
Позвонив А. И. Антонову, я узнал, что его тоже вызвали к Верховному. Не трудно было догадаться, что перед встречей со мной И. В. Сталин хотел ознакомиться с последней обстановкой и соображениями Генерального штаба. 

Когда я вошёл в кабинет Верховного, там уже были А. И. Антонов, командующий бронетанковыми войсками маршал Я. Н. Федоренко и командующий ВВС генерал-полковник А. А. Новиков, а также заместитель Председателя Совета Народных Комиссаров В. А. Малышев. 

Поздоровавшись, Верховный спросил, был ли я у Николая Михайловича Шверника. 

Я ответил, что нет. 

— Надо зайти и получить орден Победы.

Я поблагодарил Верховного Главнокомандующего за высокую награду.
Маршал Советского Союза А. М. Василевский в своей книге «Дело всей жизни» написал о награждении орденом так:
День 10 апреля, когда Одесса праздновала изгнание немецко-румынских фашистов, памятен мне вдвойне. В этот день мне стало известно, что я награждён высшим военным орденом «Победа». Я получил этот орден за № 2, а № 1 стоял на вручённом Георгию Константиновичу Жукову. Наградная формулировка гласила: «За умелое выполнение заданий Верховного Главнокомандования по руководству боевыми операциями большого масштаба, в результате которых достигнуты выдающиеся успехи в деле разгрома немецко-фашистских захватчиков». 

Первым меня поздравил по телефону, ещё до опубликования Указа Президиума Верховного Совета СССР, Верховный Главнокомандующий. Он сказал, что я награждаюсь не только за освобождение Донбасса и Украины, а и за предстоящее освобождение Крыма, на который мне следует переключить теперь своё внимание, не забывая одновременно о 3-м Украинском фронте.

### Конец войны
Следующие награждения прошли только через год: 30 марта 1945 года кавалерами ордена стали командующий 1-м Белорусским фронтом Маршал Советского Союза Г. К. Жуков — за умелое выполнение заданий Верховного Главнокомандования (второй орден), командующий 2-м Белорусским фронтом Маршал Советского Союза К. К. Рокоссовский — за освобождение Польши, и командующий 1-м Украинским фронтом Маршал Советского Союза И. С. Конев — за освобождение Польши и форсирование Одера.
Указом от 19 апреля 1945 года вторым орденом был награждён командующий 3-м Белорусским фронтом Маршал Советского Союза А. М. Василевский — за взятие Кёнигсберга и освобождение Восточной Пруссии, с формулировкой: «За умелое выполнение заданий Верховного Главнокомандования по руководству боевыми операциями большого масштаба в результате которых достигнуты выдающиеся успехи в деле разгрома немецко-фашистских войск».
26 апреля того же года были награждены ещё двое: командующий 2-м Украинским фронтом Маршал Советского Союза Р. Я. Малиновский и командующий 3-м Украинским фронтом Маршал Советского Союза Ф. И. Толбухин. Оба были награждены за освобождение в тяжёлых, кровопролитных сражениях территорий Венгрии и Австрии.
31 мая указом Президиума Верховного Совета СССР был награждён командующий Ленинградским фронтом Маршал Советского Союза Л. А. Говоров — за разгром немецких войск под Ленинградом и в Прибалтике.
4 июня орденом «Победа» за планирование боевых операций и координацию действий фронтов в течение всей войны были награждены ещё двое военачальников: представитель Ставки Верховного Главнокомандования Маршал Советского Союза С. К. Тимошенко и начальник Генерального штаба генерал армии А. И. Антонов.
Указом от 26 июня 1945 года И. В. Сталин был второй раз награждён орденом «Победа».
По итогам войны с Японией 8 сентября 1945 года кавалером ордена «Победа» стал командующий Дальневосточным фронтом Маршал Советского Союза К. А. Мерецков.

### Награждение союзников
После окончания войны было принято решение наградить орденом «Победа» военачальников союзных войск. Указом от 5 июня 1945 года «за выдающиеся успехи в проведении боевых операций большого масштаба, в результате которых была достигнута победа Объединённых наций над гитлеровской Германией» были награждены:
- Генерал армии США Дуайт Эйзенхауэр
- Фельдмаршал сэр Бернард Лоу Монтгомери

Король Румынии Михай I Гогенцоллерн-Зигмаринген 23 августа 1944 года арестовал сотрудничавших с гитлеровской Германией членов правительства Румынии. За этот поступок Михай 6 июля 1945 года был награждён орденом «Победа» с формулировкой «За мужественный акт решительного поворота политики Румынии в сторону разрыва с гитлеровской Германией и союза с Объединёнными Нациями в момент, когда ещё не определилось ясно поражение Германии».
Маршал Польши Михал Роля-Жимерский был награждён орденом 9 августа 1945 года «за выдающиеся заслуги в деле организации вооружённых сил Польши и за успешное проведение боевых операций Войска Польского в решающих битвах против общего врага — гитлеровской Германии».
Последним иностранным кавалером ордена «Победа» стал 9 сентября 1945 года Маршал Югославии Иосип Броз Тито «за выдающиеся успехи в проведении боевых операций большого масштаба, способствующих достижению победы Объединённых Наций над гитлеровской Германией».
В 1966 году орденом «Победа» предполагалось наградить Президента Франции Шарля де Голля во время его визита в СССР, но награждение так и не состоялось.

### Орден «Победа» у Л. И. Брежнева
20 февраля 1978 года Президиум Верховного Совета СССР принял указ о награждении Генерального секретаря ЦК КПСС, Председателя Президиума Верховного Совета СССР, Председателя Совета обороны СССР Маршала Советского Союза Л.И. Брежнева орденом «Победа», что букве статута не соответствовало. Однако Президиум Верховного Совета СССР зачастую не руководствовался буквально статутом орденов и во время войны: известны, например, награждения орденом «Победа» лиц, не занимавших постов в высшем командном составе Красной Армии (а именно, всех иностранных кавалеров), или награждения полководческим орденом Суворова оружейников В. Г. Грабина и Ф. В. Токарева, а также награждения воинских частей орденами, предназначенными по статуту для командного состава (орденами Кутузова, Суворова, Нахимова, Ушакова, Богдана Хмельницкого).
21 сентября 1989 года Председатель Верховного Совета СССР М. С. Горбачёв подписал указ Президиума Верховного Совета СССР об отмене награждения Л. И. Брежнева орденом «Победа» с формулировкой «как не соответствующего статуту ордена». При этом 
в действовавшем тогда Положении подобная формулировка в качестве основания для лишения награды не предусматривалась.
Согласно бухгалтерскому отчёту Финхозотдела Президиума Верховного Совета СССР за 1978 год для вручения Брежневу списали экземпляр ордена № 13, ранее принадлежавший маршалу Говорову, однако на самом деле в этом двадцатом по счёту награждении задействовали ранее никому не вручавшийся орден под № 20 (также изготовленный в 1945 году). Грубую ошибку в учёте ценностей, хранившихся в Орденской кладовой, удалось исправить лишь спустя 8 лет и 9 месяцев (через 4 года после смерти генсека) благодаря беспрецедентному «изъятию наград» (в том числе ордена «Победа» № 20) из семьи Л. И. Брежнева, осуществлённому новым руководством Отдела наград ПВС СССР.

## Кавалеры ордена
| №  | Фото | Имя                                                | № награды           | Дата награждения | Звание/Должность                      | Причина награждения | Примечание |
| -- | ---- | -------------------------------------------------- | ------------------- | --- | ------------------------------------- | --- | --- |
| 1  |      | Георгий Константинович Жуков (1896—1974)           | 1                   | 10 апреля 1944 года | Маршал Советского Союза               | «За освобождение правобережной Украины» | Первый награждённый. Первый дважды кавалер ордена. |
| 1  | 8    | Георгий Константинович Жуков (1896—1974)           | 30 марта 1945 года  | «За умелое выполнение заданий Верховного Главнокомандования» | Маршал Советского Союза               | | Первый награждённый. Первый дважды кавалер ордена. |
| 2  |      | Александр Михайлович Василевский (1895—1977)       | 3                   | 10 апреля 1944 года | Маршал Советского Союза               | «За освобождение правобережной Украины» | |
| 2  | 6    | Александр Михайлович Василевский (1895—1977)       | 19 апреля 1945 года | «За умелое выполнение заданий Верховного Главнокомандования по руководству боевыми операциями большого масштаба в результате которых достигнуты выдающиеся успехи в деле разгрома немецко-фашистских войск» | Маршал Советского Союза               | | |
| 3  |      | Иосиф Виссарионович Сталин (1879—1953)             | 5                   | 29 июля 1944 года | Генералиссимус Советского Союза       | «За освобождение правобережной Украины» | |
| 3  | 10   | Иосиф Виссарионович Сталин (1879—1953)             | 26 июня 1945 года   | «За победу над Германией» | Генералиссимус Советского Союза       | | |
| 4  |      | Иван Степанович Конев (1897—1973)                  | 10, 15              | 30 марта 1945 года | Маршал Советского Союза               | «За освобождение Польши и форсирование Одера» | |
| 5  |      | Константин Константинович Рокоссовский (1897—1968) | 9                   | 30 марта 1945 года | Маршал Советского Союза               | «За освобождение Польши» | |
| 6  |      | Родион Яковлевич Малиновский (1898—1967)           | 3                   | 26 апреля 1945 года | Маршал Советского Союза               | «За освобождение территории Австрии и Венгрии» | |
| 7  |      | Фёдор Иванович Толбухин (1894—1949)                | 2                   | 26 апреля 1945 года | Маршал Советского Союза               | «За освобождение территории Австрии и Венгрии» | |
| 8  |      | Леонид Александрович Говоров (1897—1955)           | 13                  | 31 мая 1945 года | Маршал Советского Союза               | «За разгром немецких войск под Ленинградом и в Прибалтике» | |
| 9  |      | Семён Константинович Тимошенко (1895—1970)         | 14                  | 4 июня 1945 года | Маршал Советского Союза               | «За планирование боевых операций и координацию действий фронтов» | |
| 10 |      | Алексей Иннокентьевич Антонов (1896—1962)          | 12                  | 4 июня 1945 года | Генерал армии                         | «За планирование боевых операций и координацию действий фронтов» | Единственный из всех советских военачальников, награждённых орденом «Победа» в звании генерала армии, и единственный советский кавалер ордена, которому не было присвоено звание Героя Советского Союза. |
| 11 |      | Дуайт Эйзенхауэр (1890—1969)                       | 4                   | 5 июня 1945 года | Генерал Армии (США)                   | «За выдающиеся успехи в проведении боевых операций большого масштаба, в результате которых была достигнута победа Объединённых Наций над гитлеровской Германией» | |
| 12 |      | Бернард Монтгомери (1887—1976)                     | 7                   | 5 июня 1945 года | Фельдмаршал (Соединённое Королевство) | «За выдающиеся успехи в проведении боевых операций большого масштаба, в результате которых была достигнута победа Объединённых Наций над гитлеровской Германией» | |
| 13 |      | Михай I (1921—2017)                                | 16                  | 6 июля 1945 года | Король Румынии                        | «За мужественный акт решительного поворота политики Румынии в сторону разрыва с гитлеровской Германией и союза с Объединёнными Нациями в момент, когда ещё не определилось ясно поражение Германии» | Последний из скончавшихся (2017 год) кавалеров ордена «Победа» |
| 14 |      | Михал Роля-Жимерский (1890—1989)                   | 17                  | 9 августа 1945 года | Маршал Польши                         | «За выдающиеся заслуги в деле организации вооружённых сил Польши и за успешное проведение боевых операций Войска Польского в решающих битвах против общего врага — гитлеровской Германии» | |
| 15 |      | Кирилл Афанасьевич Мерецков (1897—1968)            | 18                  | 8 сентября 1945 года | Маршал Советского Союза               | «За успешное руководство войсками в войне против Японии» | |
| 16 |      | Иосип Броз Тито (1892—1980)                        | 19                  | 9 сентября 1945 года | Маршал Югославии                      | «За выдающиеся успехи в проведении боевых операций большого масштаба, способствующих достижению победы Объединённых Наций над гитлеровской Германией» | |
| 17 |      | Леонид Ильич Брежнев (1906—1982)                   | 20                  | 20 февраля 1978 года | Маршал Советского Союза               | «За большой вклад в победу советского народа и его Вооружённых Сил в Великой Отечественной войне, выдающиеся заслуги в укреплении обороноспособности страны, за разработку и последовательное осуществление внешней политики мира Советского государства, надёжно обеспечивающей развитие страны в мирных условиях» | Награждение аннулировано 21 сентября 1989 года |

## Судьба вручённых орденов
Все ордена, вручённые советским военачальникам, находятся в России. В Центральном музее Вооружённых Сил находится 5 орденов «Победа»: два Жукова, два Василевского и один Малиновского. В зале Победы этого музея выставлены копии орденов, сами ордена находятся в запасниках.
Остальные экземпляры ордена «Победа» находились в Управлении Президента Российской Федерации по кадровым вопросам и государственным наградам. В 2005 году экземпляр ордена № 20, принадлежавший Л. И. Брежневу, был передан в фонд Музеев Московского Кремля. В 2010 году за ним последовали восемь орденов «Победа» (Сталина, Рокоссовского, Конева, Толбухина, Говорова, Мерецкова и Антонова).
Орден, принадлежавший маршалу Тимошенко, а также один из невручённых экземпляров находятся в музее Гохрана России, ещё один из невручённых — в Государственном Эрмитаже. Точное место хранения знака ордена, принадлежавшего маршалу Роля-Жимерскому, не установлено.
Награда Эйзенхауэра находится в Мемориальной библиотеке 34-го президента США в его родном городе Абилин (штат Канзас).
Орден маршала Тито экспонировался в Музее «25 мая» (Музей истории Югославии) в Белграде (Сербия), на 2014 год находился в Имперском военном музее в Лондоне.
Награда фельдмаршала Монтгомери экспонируется в Имперском военном музее в Лондоне.
Неясна судьба ордена «Победа», принадлежавшего королю Михаю I (на празднование 60-летия Победы он приехал без ордена). Существует версия, что монарх продал награду в конце 1980-х за 4 миллиона долларов. В интервью журналу «Огонёк» в 2011 году Михай I сообщил, что орден хранится «в банковском сейфе». Согласно официальной версии, «орден „Победа“ находится в имении короля Михая I в местечке Версуа, в Швейцарии». В декабре 2017 года скончался последний кавалер ордена — бывший король Румынии Михай I.

## Статутордена
1. Орденом «Победа», как высшим военным орденом, награждаются лица высшего командного состава Красной Армии за успешное проведение таких боевых операций в масштабе нескольких или одного фронта, в результате которых в корне меняется обстановка в пользу Красной Армии.
2. Награждение орденом «Победа» производится только Указом Президиума Верховного Совета СССР.

3. Орден «Победа» носится на левой стороне груди на 12—14 см выше пояса.— Статут ордена «Победа»
Для награждённых орденом «Победа» учреждается, в знак особого отличия, мемориальная доска для внесения на неё имён кавалеров ордена «Победа». Мемориальная доска устанавливается в Большом Кремлёвском дворце.

## Описание

### Знак ордена
Знак ордена «Победа» представляет собой пятиконечную рубиновую звезду, окаймлённую бриллиантами. В промежутках между концами звезды расходящиеся лучи, усеянные бриллиантами. Середина звезды представляет собой круг, покрытый голубой эмалью, окаймлённый лаврово-дубовым венком. В центре круга золотое изображение кремлёвской стены с мавзолеем Ленина и Спасской башней в центре. Над изображением надпись белыми эмалевыми буквами «СССР». В нижней части круга на красной эмалевой ленточке надпись белыми эмалевыми буквами «ПОБЕДА».
Знак ордена изготавливается из платины. В украшении ордена использованы платина, золото, серебро, эмаль, пять искусственных рубинов в лучах звезды и 174 мелких бриллианта.
Размер звезды между противолежащими вершинами 72 мм. Диаметр круга с изображением Спасской башни — 31 мм. Общий вес ордена — 81 г. Содержание платины в ордене — 41 г, золота — 8,3 г, серебра — 26,5 г. Вес каждого из пяти рубинов — 5 карат. Общий вес бриллиантов на знаке — 14,5 карат.
Знак ордена «Победа» — сложной конструкции, состоит из многих составных частей. Основа звезды и расходящиеся лучи выполнены из платины. Центральный округлый медальон выполнен из серебра и покрыт эмалью. Накладное изображение Спасской башни, Мавзолея и лавровых ветвей выполнено из платины и позолочено.
В центре реверса знака закреплена пятью заклёпками округлая серебряная пластина, в центре которой расположен серебряный нарезной штифт. Прижимная гайка округлой формы, диаметром 14—16 мм, выполнена из серебра.

### Лента
Орденская лента шёлковая муаровая, шириной 46 мм. Она сочетает в себе цвета 6 других советских орденов, разделённые белыми промежутками шириной в полмиллиметра:
- Оранжевый с чёрным посередине — орден Славы
- Голубой — орден Богдана Хмельницкого
- Тёмно-красный (бордо) — орден Александра Невского
- Тёмно-синий — орден Кутузова
- Зелёный — орден Суворова
- Красный (центральная секция), шириной 15 мм — орден Ленина

Лента носится на отдельной прямоугольной планке шириной 46 мм и высотой 8 мм на 1 см выше лент остальных орденов и медалей.
Установленное в 1944 году требование ношения планки с лентой ордена выше остальных планок на 1 см было трудновыполнимо на практике из-за ограниченности места на кителе. 30 июня 1955 года приказом Министра Обороны № 105 было введено правило ношения планки с лентой ордена «Победа» выше остальных планок, но без отрыва от них. И только после награждения орденом Л. И. Брежнева, Указом Президиума Верховного Совета СССР от 28 марта 1980 года было вновь установлено ношение планки с лентой ордена «Победа» на 1 см выше планок с лентами других наград.

### Особенности и разновидности ордена
Существовало две разновидности способа крепления ордена. Все знаки ордена «Победа» при изготовлении имели штифтовое крепление. В 1978 году, перед вручением Л. И. Брежневу, знак ордена с учётным номером XX был переделан под булавочное крепление. Орден, вручённый фельдмаршалу Монтгомери, также был переделан под булавочное крепление, традиционное для английских наград.

## Положение ордена в Российской Федерации
Ордена «Победа» нет в системе наград Российской Федерации. При этом правила ношения ордена «Победа» имеются в ряде действующих нормативных правовых актов России. В частности, согласно Порядку ношения военнослужащими государственных наград, знаков отличия и других знаков органов безопасности Правил ношения военной формы одежды, знаков различия и знаков отличия военнослужащими органов Федеральной службы безопасности, утверждённых Приказом ФСБ России от 31 марта 2008 года № 130, «высший военный орден „Победа“ размещают левее звезды ордена „За заслуги перед Отечеством“ или на его месте».
Согласно Правилам ношения форменной, специальной одежды, обуви и снаряжения должностными лицами таможенных органов Российской Федерации, утверждённым Приказом ФТС России от 4 сентября 2007 года № 1078, «высший военный орден „Победа“ размещают на левой стороне груди ниже орденов и медалей левее звезды ордена „За заслуги перед Отечеством“».
В Общероссийском классификаторе информации о населении (ОК 018-95), утверждённом Постановлением Госстандарта России от 31 июля 1995 года № 412, орден «Победа» также упомянут в фасете 60 «Награды СССР».

## Орден «Победа» в филателии, нумизматике и памятных знаках
- Орден на марках СССР и монетах
- Марка СССР, 1945 г.
- Марка СССР, 1945 г.
- Марка СССР, 1945 г.
- Почтовая марка, 1950 год
- Почтовый блок России, 2010 г.
- Монета Банка России.
Серебро, 3 рубля, 2022 г.
- Монета НБРБ
- Памятный знак «Орден Победы» в Пензе
- «Орден Победы» в оформлении стелы на площади Мира в Николаеве
- Орден на шпиле монумента Победы в Минске
- Орден на Триумфальной колонне в Калининграде
- Орден на шпиле обелиска Победы в Липецке
- Орден «Победа» на потолке помещения в основании монумента «Воин-освободитель» в Берлине
- Орден «Победа» на потолке помещения в основании монумента в зале Музея истории Украины во Второй мировой войне в Киеве

### Комментарии
1. 1 2  19 орденов, если не считать награждение Брежнева 20 февраля 1978 года, аннулированное после его смерти
2. ↑  По наградным документам Василевскому был вручён экземпляр ордена с № 6[13].
3. ↑  У ордена № 10 после Парада Победы отпало крепление. Вместо него Конев получил орден № 15. После ремонта выдан Сталину[13].